# Louis Bonniot de Fleurac
Louis Victor Marie Bonniot de Fleurac (Parigi, 19 novembre 1876 – Parigi, 20 marzo 1965) è stato un mezzofondista e siepista francese.

## Biografia
È stato nove campione di Francia nei 4000 metri siepi (consecutivamente dal 1901 al 1905 e dal 1907 al 1911), due volte nei 10000 metri (nel 1906 correndo in 33'53"2 e nel 1908) e una volta nei 1500 metri (1903). Nel 1904 ha centrato il record francese nei 3000 metri correndo in 9'02"4. In seguito, ha lavorato assieme a Pierre Failliot pubblicando un libro sull'atletica, Les courses à pied et les concours athlétiques, edito nel 1911.
Prese parte ai Giochi olimpici di Londra 1908 nelle gare dei 1500 metri piani e dei 3200 metri siepi (in entrambe non riuscì a qualificarsi per la finale) e nei 3 miglia a squadre; in quest'ultima gara corse con i connazionali Jean Bouin, Joseph Dréher, Paul Lizandier, Alexandre Fayollat vincendo la medaglia di bronzo.

## Palmarès
| Anno | Manifestazione            | Sede   | Evento             | Risultato     | Prestazione | Note  |
| ---- | ------------------------- | ------ | ------------------ | ------------- | ----------- | ----- |
| 1908 | Giochi della IV Olimpiade | Londra | 1500 metri         | elim. qualif. | n/d         |       |
| 1908 | Giochi della IV Olimpiade | Londra | 3200 metri siepi   | elim. qualif. | ritirato    |       |
| 1908 | Giochi della IV Olimpiade | Londra | 3 miglia a squadre | Bronzo        | 32 p.       | [ 1 ] |